# كوماتسو المحدودة
كوماتسو المحدودة  (株式会社小松製作所 Kabushiki-gaisha Komatsu Seisakusho) (株式会社小松製作所، كابوشيكي-غيشا كوماتسو سيساكوشو ) أو كوماتسو  (コマツ) ( بورصة طوكيو: 6301 ) هي شركة يابانية متعددة الجنسيات تقوم بتصنيع معدات الإنشاء والتعدين والحراجة والعسكرية، فضلاً عن المعدات الصناعية مثل آلات الصحافة والليزر ومولدات الطاقة الحرارية الكهربائية. مقرها الرئيسي في ميناتو، طوكيو، اليابان. سميت الشركة باسم مدينة كوماتسو، محافظة إيشيكاوا، حيث تأسست الشركة في عام 1921. تتكون مجموعة كوماتسو في جميع أنحاء العالم من شركة كوماتسو المحدودة و 258 شركة أخرى (215 شركة تابعة مدمجة و 42 شركة تم حسابها وفقًا لطريقة حقوق الملكية).
تعد كوماتسو ثاني أكبر شركة مصنعة في العالم لمعدات البناء ومعدات التعدين بعد كاتربيلر. ومع ذلك، في بعض المناطق في اليابان و الصين، تمتلك كوماتسو حصة أكبر من كاتربيلر. تقوم بعمليات التصنيع في اليابان وآسيا والأمريكتين وأوروبا.
小松 اليابانية كو ماتسو تعني " شجرة صنوبر صغيرة"، سميت على اسم مدينة كوماتسو في محافظة إيشيكاوا .

## معرض صور

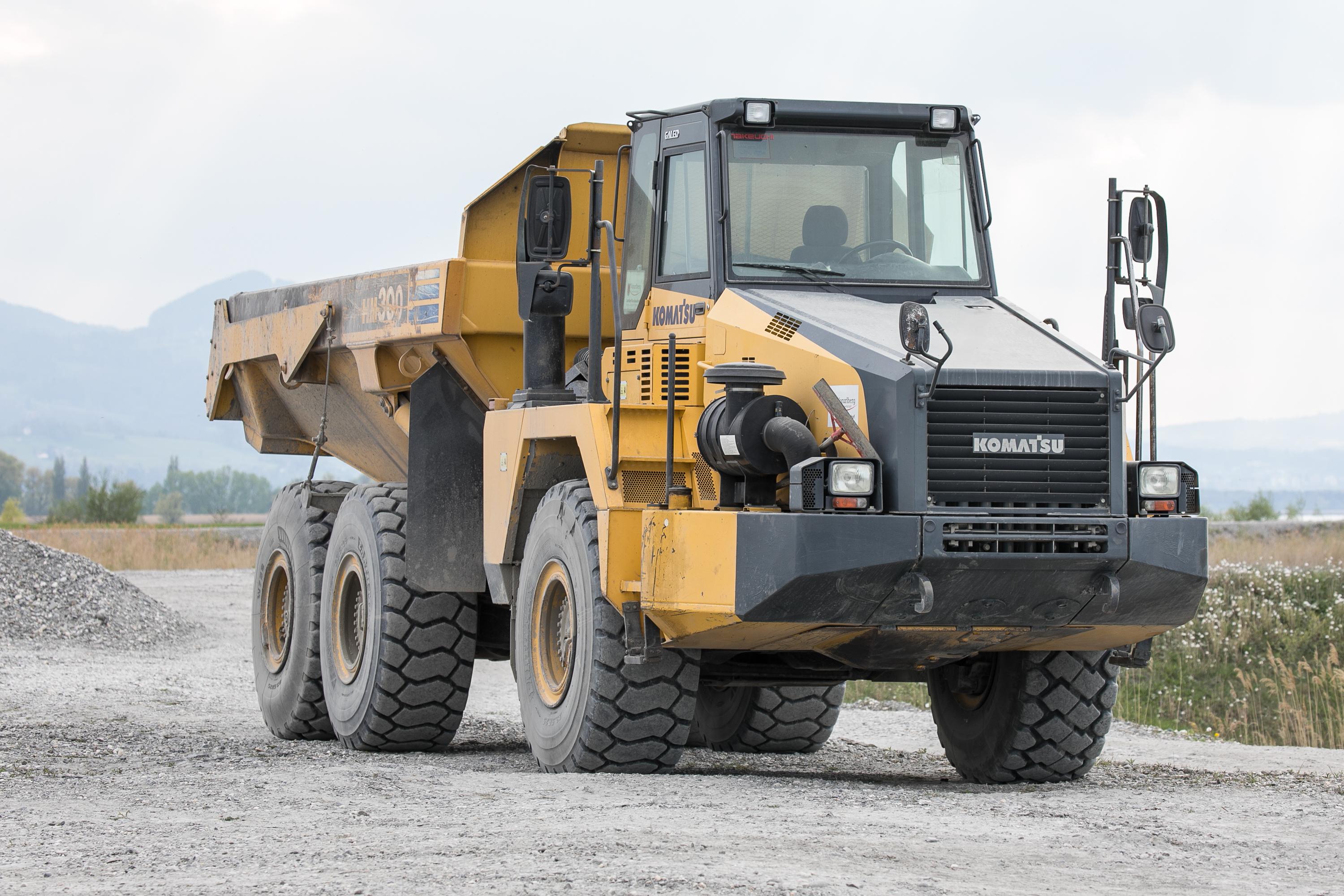
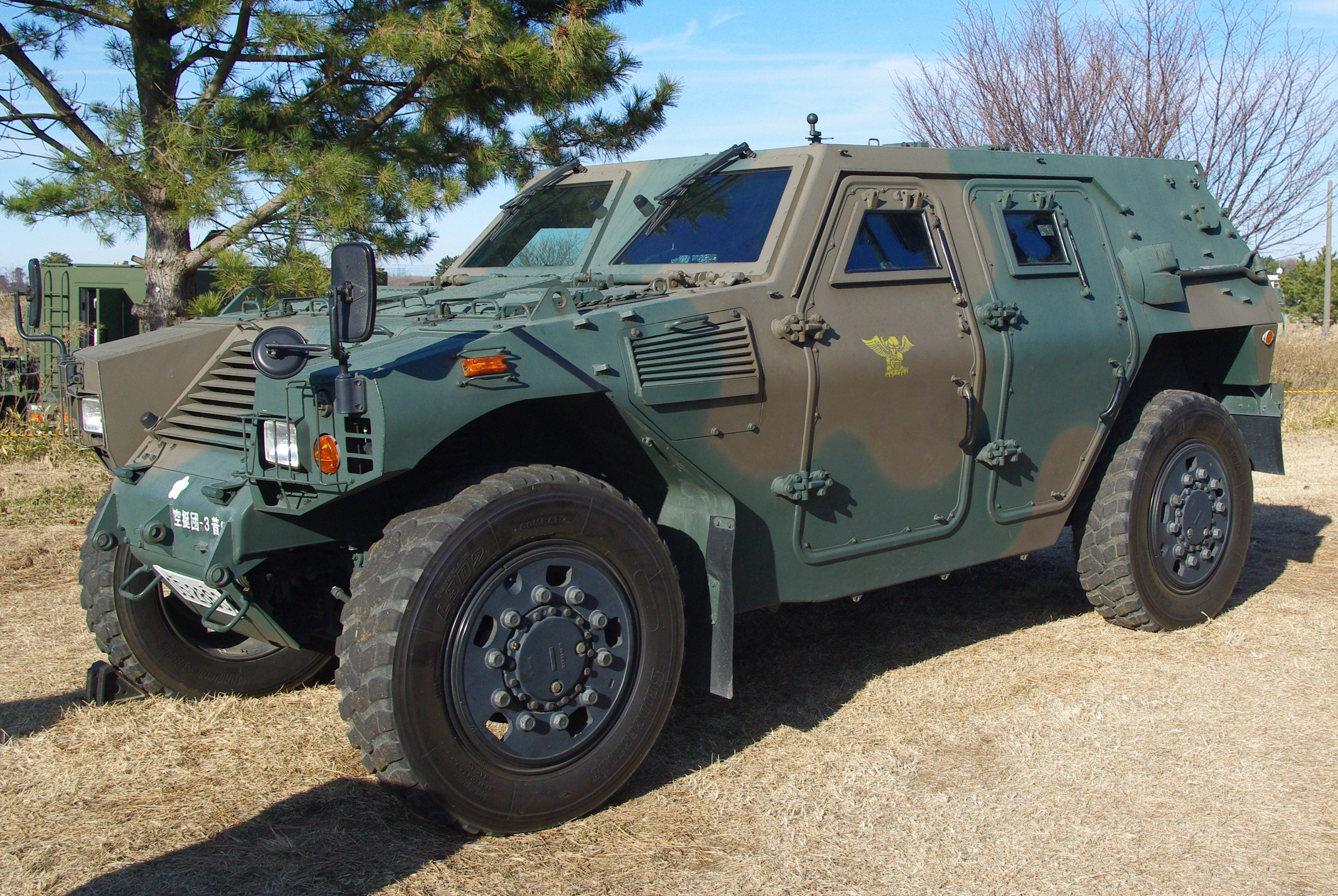
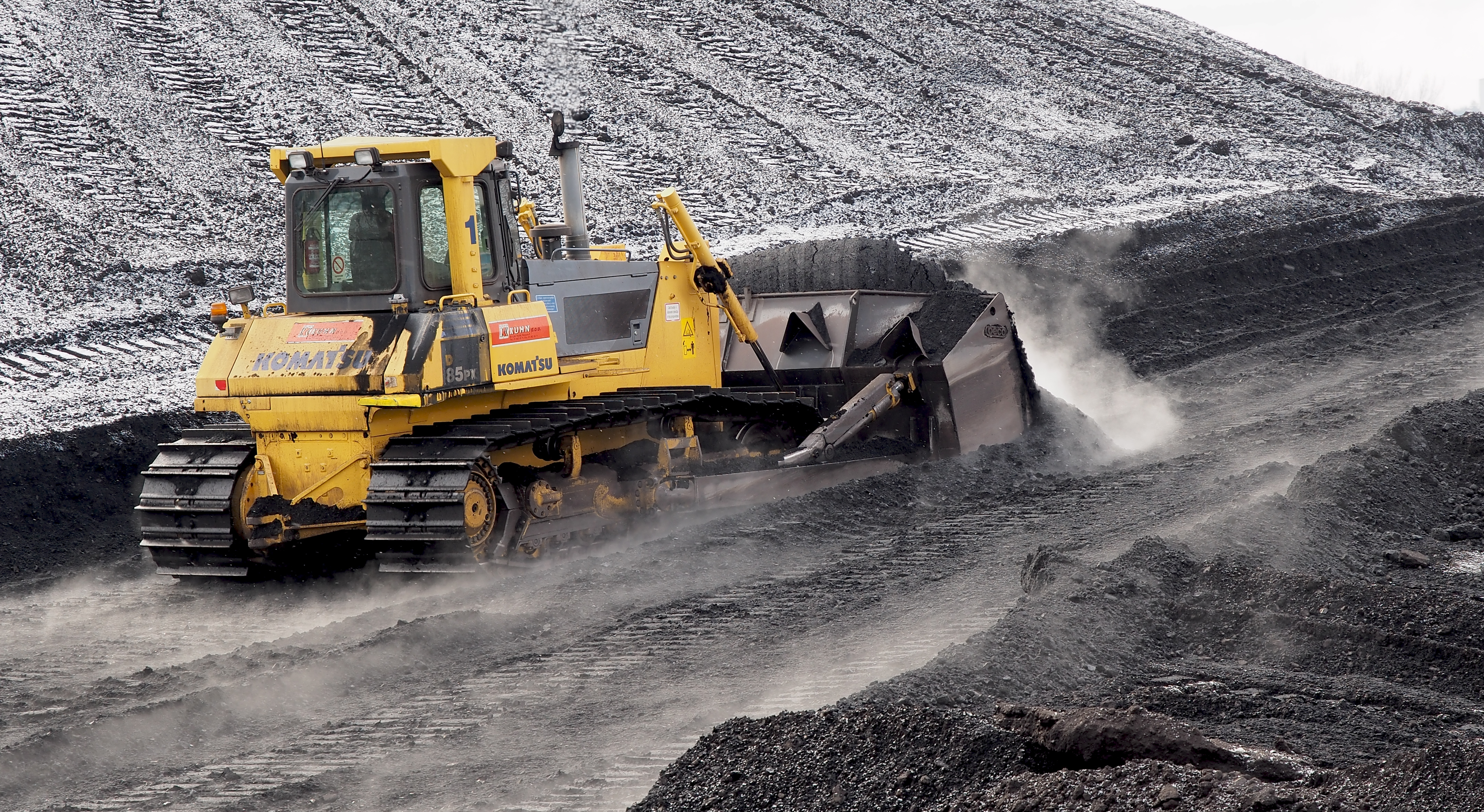
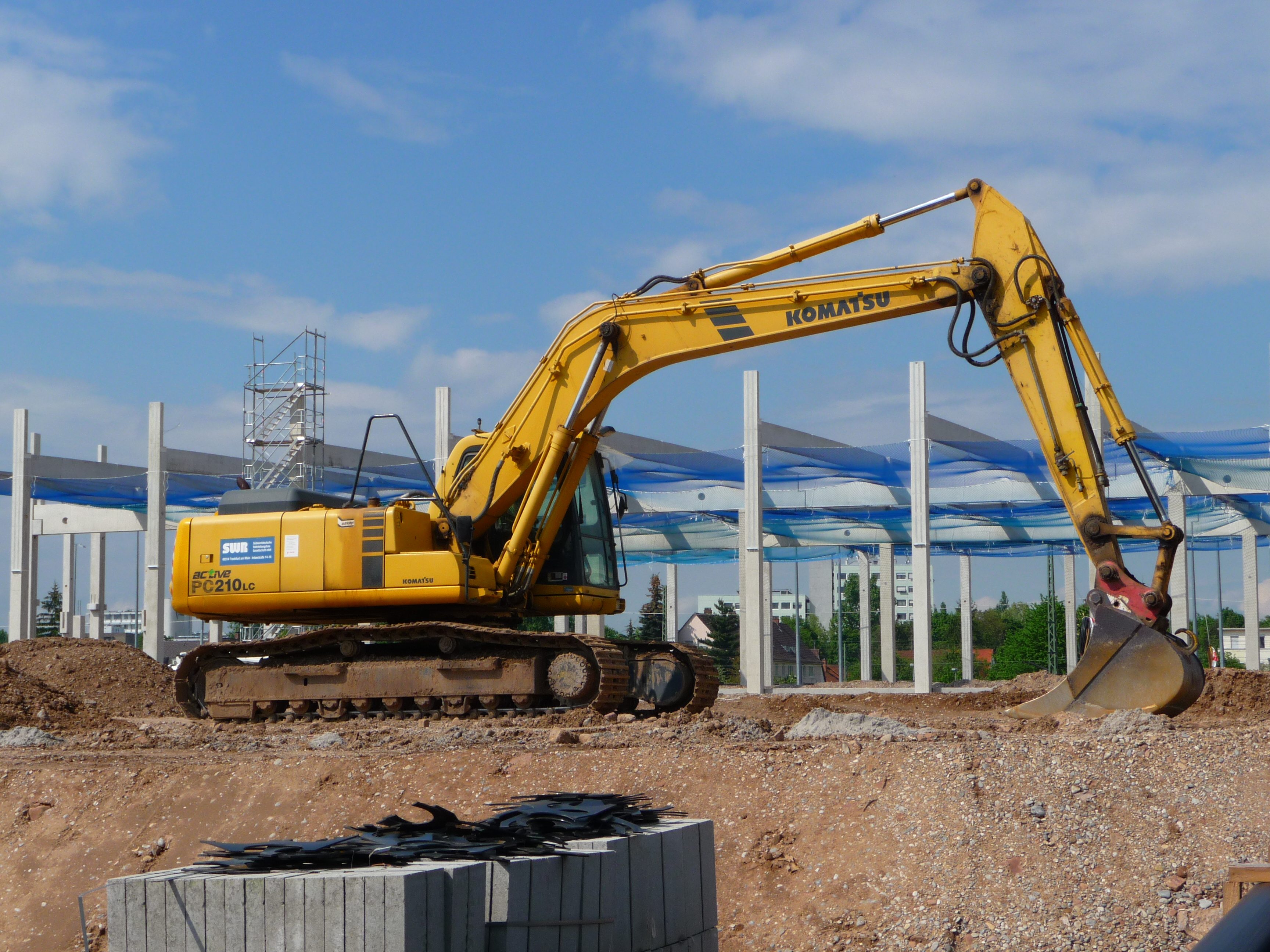
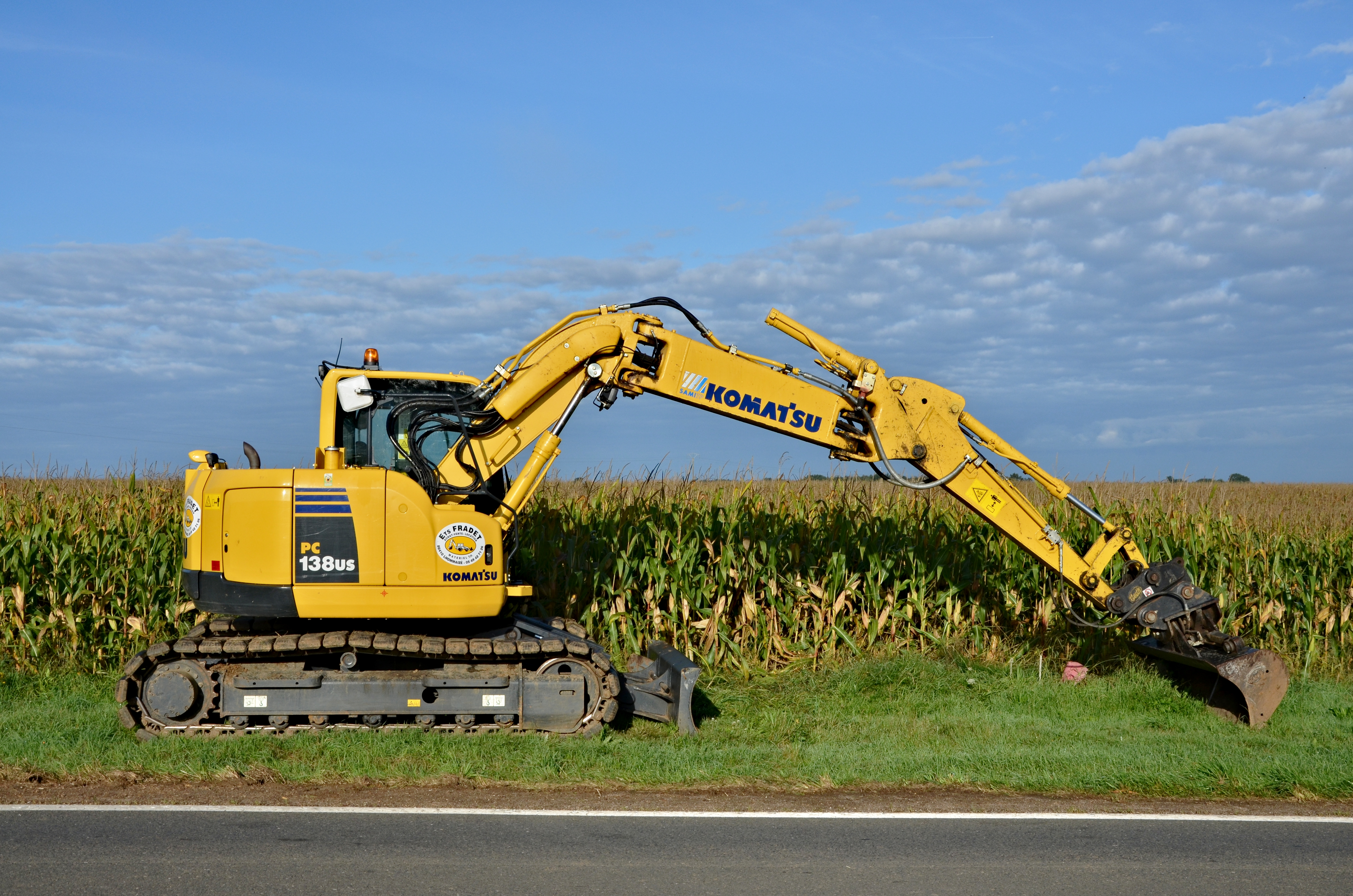

## روابط خارجية
- الموقع الرسمي